# Конопельки (Киевская область)
Конопельки (укр. Конопельки) — село, входит в Макаровский район Киевской области Украины.
Население по переписи 2001 года составляло 9 человек. Почтовый индекс — 08054. Телефонный код — 4578. Занимает площадь 0,04 км². Код КОАТУУ — 3222787702.

## Местный совет
08054, Київська обл., Макарівський р-н, с. Соснівка, вул. Леніна, 40

## Галерея
- Дорожный знак на въезде в село
- Околица села со стороны Сосновки